# Diastatops nigra
Diastatops nigra is een libellensoort uit de familie van de korenbouten (Libellulidae), onderorde echte libellen (Anisoptera).
De wetenschappelijke naam Diastatops nigra is voor het eerst geldig gepubliceerd in 1940 door Montgomery.